# Opopaea probosciella
Espèce
Statut de conservation UICN

 CR B2ab(iii) : 
En danger critique
Opopaea probosciella est une espèce d'araignées aranéomorphes de la famille des Oonopidae.

## Distribution
Cette espèce est endémique de l'atoll Farquhar aux Seychelles,.

## Description
La femelle holotype mesure 1,50 mm.

## Publication originale
- Saaristo, 2001 : Dwarf hunting spiders or Oonopidae (Arachnida, Araneae) of the Seychelles.  Insect Systematics & Evolution, vol. 32, p. 307-358.